# Nukundamit
Nukundamit ist ein selten vorkommendes Mineral aus der Mineralklasse der „Sulfide und Sulfosalze“ mit der empirischen chemischen Zusammensetzung Cu3.4Fe0.6S4 und damit chemisch gesehen ein Kupfer-Eisen-Sulfid. Vereinfacht kann die Zusammensetzung auch mit der Formel (Cu,Fe)4S4 ausgedrückt werden. Die in den runden Klammern angegebenen Elemente Kupfer und Eisen können sich dabei in der Formel jeweils gegenseitig vertreten (Substitution, Diadochie), stehen jedoch immer im selben Mengenverhältnis zu den anderen Bestandteilen des Minerals.
Nukundamit kristallisiert im trigonalen Kristallsystem und entwickelt bis zu 2 mm große, sechseckig-tafelige Kristalle, die oft zu fächerförmigen Aggregaten verwachsen. Er kommt aber auch in Form unregelmäßig geformter Massen bis etwa 4 cm Größe vor.

## Etymologie und Geschichte
Erstmals entdeckt wurde Nukundamit in Mineralproben aus der Undu-Mine bei Nukundamu auf der zur Republik Fidschi gehörenden Insel Vanua Levu. Die Analyse und Erstbeschreibung erfolgte durch C. M. Rice, D. Atkin, J. F. W. Bowles und A. J. Criddle, die das Mineral nach dessen Typlokalität benannten. Rice und sein Team sandten ihre Untersuchungsergebnisse und den gewählten Namen 1978 zur Prüfung an die International Mineralogical Association (interne Eingangs-Nr. der IMA: 1978-037), die den Nukundamit als eigenständige Mineralart anerkannte. Die Publikation der Erstbeschreibung folgte ein Jahr später im englischsprachigen Fachmagazin Mineralogical Magazine.
Rice und sein Team vermuteten, dass Nukundamit mit Idait Cu4FeS6 identisch sein könnte. Dies wurde jedoch von Asahiko Sugaki, Hiromi Shima, Arashi Kitakaze und Tadato Mizota widerlegt, denen es gelang, Nukundamit durch Hydrothermalsynthese künstlich herzustellen und die genauen Eigenschaften zu messen.
Typmaterial des Minerals wird im Natural History Museum (NHM) in London (UK) unter der Sammlungs-Nr. BM 1974/5 und im National Museum of Natural History in Washington, D.C. (USA) unter der Sammlungs-Nr. 148128 aufbewahrt.

## Klassifikation
Da der Nukundamit erst 1978 als eigenständiges Mineral anerkannt wurde, ist er in der seit 1977 veralteten 8. Auflage der Mineralsystematik nach Strunz noch nicht verzeichnet. Einzig im Lapis-Mineralienverzeichnis nach Stefan Weiß, das sich aus Rücksicht auf private Sammler und institutionelle Sammlungen noch nach dieser alten Form der Systematik von Karl Hugo Strunz richtet, erhielt das Mineral die System- und Mineral-Nr. II/C.22-40. In der „Lapis-Systematik“ entspricht dies der Klasse der „Sulfide und Sulfosalze“ und dort der Abteilung „Sulfide mit [dem Stoffmengenverhältnis] Metall : S,Se,Te ≈ 1 : 1“, wo Nukundamit zusammen mit Covellin, Erazoit, Idait, Klockmannit eine eigenständige, aber unbenannte Gruppe bildet (Stand 2018).
Die von der IMA zuletzt 2009 aktualisierte 9. Auflage der Strunz’schen Mineralsystematik ordnet den Nukundamit in die Abteilung der „Metallsulfide, M : S = 1 : 1 (und ähnliche)“ ein. Diese ist allerdings weiter unterteilt nach den in der Verbindung vorherrschenden Metallen, so dass das Mineral entsprechend seiner Zusammensetzung in der Unterabteilung „mit Kupfer (Cu)“ zu finden ist, wo es als einziges Mitglied die unbenannte Gruppe 2.CA.10 bildet.
Auch die vorwiegend im englischen Sprachraum gebräuchliche Systematik der Minerale nach Dana ordnet den Nukundamit in die Klasse der „Sulfide und Sulfosalze“ und dort in die Abteilung der „Sulfidminerale“ ein. Hier ist er als einziges Mitglied in der unbenannten Gruppe 02.09.15 innerhalb der Unterabteilung „Sulfide – einschließlich Selenide und Telluride – mit der Zusammensetzung AmBnXp, mit (m+n) : p = 1 : 1“ zu finden.

## Kristallstruktur
Nukundamit kristallisiert in der trigonalen Raumgruppe P3m1 (Raumgruppen-Nr. 164) mit den Gitterparametern a = 3,7830(2) Å und c = 11,1950(8) Å sowie einer Formeleinheit pro Elementarzelle.

## Bildung und Fundorte
An seiner Typlokalität in der Undu-Mine mit seinen Cu-Zn-Vererzungen bildete sich Nukundamit in Koexistenz mit Sphalerit in Schwarzerz in Lagerstätten vom „Kuroko-Typ“ (siehe auch Zoning (Geologie)) und findet sich oft als feine Lamellen in Sphalerit sowie als Hohlraumfüllungen in brekziiertem Pyrit-Erz. Des Weiteren kann Nukundamit sekundär als Umwandlungsprodukt von primärem Chalkopyrit entstehen. Als weitere Begleitminerale können neben diesen unter anderem noch Covellin und Bornit auftreten.
Als seltene Mineralbildung konnte Nukundamit nur an wenigen Orten nachgewiesen werden, wobei weltweit bisher an rund 20 Fundstätten dokumentiert ist (Stand 2022). Seine Typlokalität ist dabei der bisher einzige bekannte Fundort in der Republik Fidschi.
Auch in Deutschland ist mit der ehemaligen Absetzerhalde des Tagebaus Lichtenberg in der Uran-Lagerstätte bei Ronneburg in Thüringen bisher nur ein einziger Fundort bekannt.
In Österreich kennt man das Mineral aus Mineralproben von der Schurfspitze im Gebiet Silbereck–Altenbergkar (Bergbauregion Rotgülden) in der Gemeinde Muhr und aus dem „Erasmusstollen“ bei Schwarzleo (siehe auch Schaubergwerk Leogang) in der Gemeinde Leogang in Salzburg.
Weitere Fundorte sind unter anderem die Kupfergruben am Mount Gunson in Südaustralien, die Kupfer-Gold-Lagerstätten von Gunung Bijih (Grasberg-Mine, Kucing Liar) in der indonesischen Provinz Papua (Neuguinea), eine epithermale Gold-Mineralisation am Vulkan Bazman im Iran, die Konjo-Mine in der Präfektur Okayama (Honshū) und das Hydrothermalfeld Yonaguni Knoll IV (Senkaku-Inseln in der Präfektur Okinawa in Japan), das Sultanat Perak in Malaysia, die Blei-Silber-Grube Konnerudkollen bei Konnerud nahe Drammen und der Steinbruch Huken bei Grorud in Norwegen, das Poiana-Ruscă-Gebirge in Rumänien sowie einige Fundstätten in den US-Bundesstaaten Arizona und Utah.
Auch in Mineralproben vom mittelatlantischen Rücken, genauer vom hydrothermalen Hügel „Mir“ (englisch: Mir mound) im Hydrothermalfeld der transatlantischen Geotraverse (Trans-Atlantic Geotraverse hydrothermal field, TAG; Koordinaten des Fundpunktes) konnte Nukundamit entdeckt werden.